# Берковщина (затока)
 Затока Берковщина знаходиться на лівому березі Дніпра у Києві, біля місцевості Осокорки. В сучасному вигляді штучна.  Довжина 1 км, ширина до 400 м.
На берегах затоки створені парк «Прибережний», найбільший у місті яхт-клуб, ТРЦ River Mall з набережною. На південному березі житлова та дачна забудова.

## Історія
За даними історичної мапи, у 1799 році село Осокорки розділяла протока, яка впадала в Дніпро на місці сучасної затоки. Наприкінці ХІХ ст. тут лежав ланцюжок вузьких (до 70 м) озер-стариць. У 1950-60-х роках набула сучасного вигляду, коли для будівництва позняківської промзони з затоки брали пісок.
У 1967 році заснований яхт-клуб.
2019 року відкритий великий торгово-розважальний комплекс River Mall, у 2021 році біля нього відкрита дизайнерська набережна довжиною 300 м.
У липні 2022 року відкрита перша черга парку «Прибережний».